# Bernhard Gerhard Hilhorst
Bernhard Gerhard Hilhorst (Amsterdam, 31 dicembre 1895 – Morogoro, 11 agosto 1954) è stato un missionario e vescovo cattolico olandese.

## Biografia
Missionario spiritano in Tanzania, il 26 febbraio 1934 fu eletto da papa Pio XI vescovo di Metellopoli in partibus e vicario apostolico di Bagamoyo.
Il 25 marzo 1953, quando il suo vicariato fu elevato a diocesi con il nome di Morogoro, fu trasferito a quella sede residenziale; lasciò la guida della diocesi il 12 dicembre dello stesso anno e fu contemporaneamente trasferito alla sede titolare di Arsamosata. Morì pochi mesi dopo.
Per il lavoro nelle missioni, nel 1936 aveva fondato a Morogoro la congregazione indigena delle Suore del Cuore Immacolato di Maria.

## Genealogia episcopale
La genealogia episcopale è:
- Cardinale Scipione Rebiba
- Cardinale Giulio Antonio Santori
- Cardinale Girolamo Bernerio, O.P.
- Arcivescovo Galeazzo Sanvitale
- Cardinale Ludovico Ludovisi
- Cardinale Luigi Caetani
- Cardinale Ulderico Carpegna
- Cardinale Paluzzo Paluzzi Altieri degli Albertoni
- Papa Benedetto XIII
- Papa Benedetto XIV
- Papa Clemente XIII
- Cardinale Bernardino Giraud
- Cardinale Alessandro Mattei
- Cardinale Pietro Francesco Galleffi
- Cardinale Giacomo Filippo Fransoni
- Cardinale Carlo Sacconi
- Cardinale Edward Henry Howard
- Cardinale Mariano Rampolla del Tindaro
- Cardinale Rafael Merry del Val
- Cardinale Andreas Frühwirth, O.P.
- Arcivescovo Lorenzo Schioppa
- Vescovo Johannes Aengenent
- Vescovo Bernhard Gerhard Hilhorst, C.S.Sp.